# Sommersmog
Als Sommersmog (auch Photosmog, Ozonsmog oder L.A.-Smog) bezeichnet man die Luftbelastung durch hohe Konzentrationen von Ozon und andere Photooxidantien. Sommersmog entsteht durch die photochemische Oxidation von Kohlenmonoxid (CO), Methan (CH4) und flüchtigen Kohlenwasserstoffen (VOC) in Gegenwart von Stickoxiden und Wasserdampf als Katalysatoren, also bei sonnigem, nicht zu kühlem Wetter in nicht zu großer Höhe. Der Bildungsmechanismus wurde um 1950 als Ursache des sogenannten Los-Angeles-Smogs identifiziert, insbesondere von einer Forschergruppe um Arie Jan Haagen-Smit am Caltech. Der L.A.-Smog war 1943 als besonderes Phänomen erkannt worden. Damals nahm dort kriegsbedingt die Industrieproduktion besonders schnell zu. Dagegen ist bloßer Smog, aus Smoke (Rauch) und Fog (Nebel), ein älteres und eher winterliches Phänomen.
Die lokale Ozonbelastung wird durch Luft-Messstationen ermittelt und regelmäßig in Belastungskarten dargestellt und veröffentlicht. Ozon greift die Atmungsorgane an und schädigt Pflanzen und Tiere. Da bereits geringe Konzentrationen von Stickoxiden ausreichen, sind nur ausgesprochene Reinluftgebiete nicht betroffen. Die globale Zunahme des bodennahen Ozons trägt zum Klimawandel bei –  direkt als Treibhausgas und indirekt durch verminderte Photosyntheseleistung der Pflanzen.

## Eigenschaften
Hauptkomponente des photochemischen Smogs ist das Ozon, eines der stärksten Oxidationsmittel überhaupt. Es macht bis zu 90 Prozent der Photooxidantien aus. Daneben liegt ein komplexes Gemisch verschiedener Reizstoffe vor, unter anderem Peroxiacetylnitrat, Peroxibenzoylnitrat, Acrolein und Formaldehyd. Neben kurzlebigen, hochreaktiven Radikalen kommen auch stabile Produkte des oxidativen Abbaus organischer Verbindungen vor. Diese liegen allerdings in wesentlich geringeren Konzentrationen als das Ozon vor und sind daher von geringerer Bedeutung.

## Ozonentstehung
Sowohl in der stratosphärischen Ozonschicht als auch im Sommersmog entsteht Ozon (O3) durch die Anlagerung eines Sauerstoffatoms (O) an ein Sauerstoffmolekül (O2), wobei ein dritter Stoßpartner (M) zur Stelle sein muss, um Bindungsenergie abzuführen:
O + O2 + M → O3 + M   (1)
Allerdings stammen die O-Atome aus unterschiedlichen Quellen. In der Stratosphäre ist es die Photolyse von O2 durch UV-C-Strahlung, die aber nicht bis in die Troposphäre gelangt. Im Sommersmog ist es (2) die Photolyse von Ozon durch UV-B ({\displaystyle h\nu }, jenseits von etwa 308 nm) oder (3) von Stickstoffdioxid (NO2) durch violettes Licht ({\displaystyle \lambda } < 420 nm):
O3 + {\displaystyle h\nu } → O2 + O(1D)   (2)
NO2 + {\displaystyle h\nu } → NO + O   (3)
Auf den ersten Blick scheinen (2) und (3) an der O3-Bilanz nichts zu ändern, denn bei (2) geht ein O3 verloren, ebenso in der meist auf (3) folgenden Reaktion (4):
NO + O3 → NO2 + O2   (4)
Allerdings gibt es neben (4) weitere Quellen für NO2, vor allem
ROO + NO → RO + NO2   (5)
Darin steht R entweder für ein Wasserstoffatom (H) oder für einen organischen Rest, wie CH3.
Die Bildung von ROO beginnt mit Reaktion (2). Das Produkt O(1D), ein elektronisch angeregtes Sauerstoffatom, wird zwar meist bereits beim nächsten Stoß in den Grundzustand O(3P) abgeregt, gefolgt von (1), aber besonders in schwül-warmer Luft kann O(1D) alternativ auf ein Wassermolekül (H2O) stoßen:
O(1D) + H2O → 2 OH
Das reaktive Hydroxyl-Radikal (OH, auch HO geschrieben) gilt als Waschmittel der Atmosphäre, da für viele Spurenstoffe (überwiegend flüchtige organische Verbindungen) die Reaktion mit OH die dominante Senke darstellt. Hier beispielsweise die Reaktionskette für die Oxidation von Methan (CH4) über die Zwischenprodukte Formaldehyd (HCHO) und Kohlenmonoxid (CO):
OH + CH4 → CH3 + H2O
CH3 + O2 → CH3OO
CH3OO + NO → CH3O + NO2   (5.1)
CH3O + O2 → HCHO + HO2,
HO2 + NO → OH + NO2   (5.2)
OH + HCHO → HCO + H2O
HCO + O2 → HO2 + CO
HO2 + NO → OH + NO2   (5.3)
OH + CO, + O2 → HO2 + CO2
HO2 + NO → OH + NO2   (5.4)
Die drei eingesetzten OH-Radikale wurden regeneriert (5.2 bis 5.4). Insgesamt wurden vier NO oxidiert. Nach der Photolyse (3) steht NO wieder zur Verfügung. Auf (3) folgt Ozonbildung (1). Erhöhte Ozonkonzentration lässt beschleunigt weitere OH-Radikale entstehen. Die Kettenreaktion führt nicht zur Explosion, denn die VOC-Oxidation kann nicht viel schneller werden als NO durch (3) nachgebildet wird, sonst nehmen mit (5) konkurrierende, Ozon verbrauchende Reaktionen vom Typ
ROO + R'OO → ROOR' + O2
überhand. Da in Ballungsräumen Stickoxide weit überwiegend anthropogenen Ursprungs sind, ist die Stickoxidkonzentration der geeignete Hebel, um den Sommersmog zu begrenzen – einer der Gründe für viel niedrigere Stickoxid-Grenzwerte in der Umwelt als an exponierten Arbeitsplätzen (MAK). In der Folge verzögert sich die Oxidation der VOC, die Ozonbelastung sinkt im Ballungsraum, steigt im Umland. Zur großräumigen horizontalen Verteilung siehe. Nur in ausgesprochenen Reinluftgebieten trägt Konvektion aus der Stratosphäre wesentlich zur Ozonkonzentration in der unteren Troposphäre bei. Für vertikale Profile siehe.

## Ozonbildungspotential
Hauptverursacher der ozonbildenden Stickoxide und Kohlenwasserstoffe sind Verkehr (Verbrennungsmotoren), Industrie (Kraftwerke), Haushalte (Heizungsanlagen) und lösungsmittelhaltige Produkte (Lacke).
Die beispielsweise von einem Fahrzeug mit Verbrennungsmotor emittierten Abgase tragen mit den unterschiedlichen Reaktivitäten ihrer Bestandteile (VOC) zur Ozonbildung in der bodennahen Troposphäre bei. Dabei haben insbesondere unverbrannte Kohlenwasserstoffe eine hohe Reaktionsfreudigkeit mit HO-Radikalen und dementsprechend ein hohes Ozonbildungspotential. Das Bundesimmissionsschutzgesetz nennt solche Stoffe „Ozonvorläuferstoffe“ und empfiehlt in die Überwachung von 27 chemischen Verbindungen, darunter Alkane, Alkene, substituierte Benzolverbindungen und Formaldehyd (39. BImschV, Teil 8, Anlage 10, (B)). Maßstab für die Bewertung des Ozonbildungspotentials ist eine Anfang der 90er in den USA entwickelte Methode, bei der im Rahmen des gesetzlich vorgeschriebenen Fahrzyklustests (z. B. US-FTP) die Abgasbestandteile einzeln erfasst und bewertet werden.
In Kalifornien wird dieses Verfahren inzwischen bei der Zertifizierung neuer auf dem Markt zugelassener Fahrzeuge – insbesondere bei solchen mit reformulierten und alternativen Kraftstoffen – herangezogen. Dies erfolgt mit Hilfe der MIR-Skala (maximum incremental reactivity), welche die Betrachtung relativer Ozonbildungspotentiale unter bestimmten atmosphärischen Bedingungen ermöglicht. MIR-Faktoren wurden mittlerweile für etwa 200 Abgaskomponenten empirisch ermittelt. Komponenten mit den höchsten Reaktivitäten sind einige Olefine (MIR = 8–11 gO3/gVOC), einige Aromaten (7–9 gO3/gVOC) sowie einige Oxigenate (Aldehyde mit 5–7 gO3/gVOC); die niedrigste Reaktivität hat Methan mit 0,015 gO3/gVOC.
Fahrzeugversuche haben Folgendes ergeben:
- Das Ozonbildungspotential wird durch einen Katalysator um 80–95 % gegenüber einem katalysatorlosen Fahrzeug reduziert
- Sehr günstig liegt die Bilanz für ein mit Erdgas (CNG) betriebenes Fahrzeug
- Nur geringe Unterschiede ergeben sich dagegen zwischen verschiedenen Kraftstoffen (Benzin, Diesel, Alkoholkraftstoffe M85/E85)
- Im Benzinbetrieb werden 50 % des Ozonbildungspotentials von nur vier Abgaskomponenten gebildet, weitere 40 % dagegen von 16 weiteren Komponenten
- Im Gas- (CNG) und Dieselbetrieb werden 50 % des Ozonbildungspotentials von jeweils nur zwei Komponenten gebildet
- Ebenso werden im Alkoholbetrieb (M85/E85) 50 % des Ozonbildungspotentials von jeweils nur zwei Komponenten gebildet (Formaldehyd bzw. Acetaldehyd, unverbrannter Alkohol), weitere 40 % dagegen von 18 weiteren Komponenten.

## Auswirkungen beim Menschen
Ozon dringt als Reizgas tief in die Lunge ein und kann Entzündungen hervorrufen. Je nach Dauer der Belastung und der Konzentration gibt es gesundheitliche Auswirkungen wie Husten, Augenreizung,  Kopfschmerzen oder Lungenfunktionsstörungen. Nach Empfehlungen von Ärzten sollten körperliche Anstrengungen bei hohen Ozonwerten vermieden werden.

## Gesetzliche Grenzwerte
Nach der 3. EU-Richtlinie 2002/3/EG für „Grenzwerte zum Schutze der Gesundheit“ (zum 11. Juni 2010 abgelöst durch die neue Luftqualitätsrichtlinie 2008/50/EG) gilt:
- 1-h-Konzentration > 180 μg/m3: Information der Bevölkerung
- 1-h-Konzentration > 240 μg/m3: Warnung der Bevölkerung
- max. Tagesbelastung (8-h-Wert): 120 μg/m3

## Mögliche Gegenmaßnahmen
Individuell hilft (kurzfristig) die Vermeidung durch Aufsuchen geschlossener Räume oder das Verlassen belasteter Gegenden. Eine langfristige Verminderung gelingt nur auf kollektiver Ebene. Da das Wetter als einer der Auslöser als weitgehend unbeeinflussbar gesehen wird, zielen die Maßnahmen zur Verminderung des Sommersmogs auf die Verminderung von Stickoxiden und flüchtigen Kohlenwasserstoffen ab. Da diese durch Verkehr, private Feuerungsanlagen und Industrie / Gewerbe verursacht werden, helfen (kurzfristig) Anlagenabschaltung und Verkehrsvermeidung. Langfristig sind die Nachrüstung und/oder der Austausch von Anlagen und Fahrzeugen erforderlich.
Nach Sonnenuntergang kommt die Neubildung von Ozon zum Erliegen. In verkehrsreichen Regionen reagiert das vorhandene Ozon mit Stickstoffmonoxid und die Ozonkonzentration geht rasch zurück. In ländlichen Gebieten sinkt der Ozongehalt der Luft in der Nacht nur wenig. Im Allgemeinen sind die Ozonkonzentrationen morgens am niedrigsten.